# America’s Pledge
America’s Pledge („Amerikas Versprechen“, teils auch nur „The Pledge“, „Das Versprechen“) ist ein zivilgesellschaftliches Bündnis aus nach eigenen Angaben über 2.300 Akteuren, darunter 20 US-Bundesstaaten wie Kalifornien oder Maryland, 450 US-Kommunen, über 1.700 US-Firmen wie Microsoft sowie indigenen Gruppen, Unternehmern, Investoren, Hochschulen und Kirchen der USA.

## Geschichte
Gegründet wurde das Bündnis vom ehemaligen New Yorker Bürgermeister Michael Bloomberg sowie dem damaligen demokratischen Gouverneur von Kalifornien, Jerry Brown.
Das Bündnis will der sogenannten Klimawandelleugnung etwas entgegensetzen und forciert Bemühungen in den USA zur Erreichung des 2-Grad-Ziels der Vereinten Nationen. Die Akteure strebten an, die von den USA unter Präsident Barack Obama formulierten Klimaziele auch ohne Unterstützung der Zentralregierung in Washington unter dem damaligen Präsidenten Donald Trump zu erreichen.
Mit dem Motto „We are still in“ („Wir sind noch drin“, nämlich im Pariser Klimaabkommen von 2015) zeigte sich das Bündnis zusätzlich zur Regierungsdelegation die USA auf der COP 23 im November 2017 in Bonn, allerdings ohne an den offiziellen Verhandlungen teilnehmen zu können.
Auf Initiative von America’s Pledge hin trafen sich Anfang Dezember 2017 in Chicago mehr als 50 Vertreter von Städten und Bundesstaaten aus den USA und weiteren Ländern wie z. B. Kanada und Mexiko zu einem ersten North American Climate Summit („Nordamerikanischer Klimagipfel“), wo unter anderem Barack Obama als Gastredner auftrat; hier wurde die Chicago Climate Charter verabschiedet, die „erste internationale Charta zum Klimawandel“.
Darüber hinaus wurden zum fünften Mal in fünf Kategorien die C40 Cities Bloomberg Philanthropies Awards 2017 vergeben.